# Lijmmortel
Lijmmortel is bij het verlijmen van bakstenen het alternatief voor cement.
Lijmmortel is opgebouwd uit zandcement (heel fijn, gekristalliseerd zand), een watervasthoudend additief en watergedragen polymeren.